# Sévérac-l'Église

Sévérac-l'Église este o comună în departamentul Aveyron din sudul Franței. În 1 ianuarie 2018 avea o populație de 415 de locuitori.